# 묘법연화경 목판 (보물 제1908호)
묘법연화경 목판(妙法蓮華經 木板)은 인천광역시 강화군 전등사에 소장된 목판이다. 2016년 9월 1일 대한민국의 보물 제1908호로 지정되었다.

## 개요
중종 38년(1543) 마니산(摩尼山) 정수사(淨水寺)에서 성달생(成達生) 서체 계열의 인본을 복각(復刻)하여 1판 4장의 형태로 조성한 것으로, 전체 105매 가운데 첫 부분인 변상(變相) 및 홍전서(弘傳序)로 구성된 1매가 결실되었고, 일부 목판에서 충해(蟲害)로 인한 훼손이 보이나 대부분의 경판은 원형을 잘 보존하고 있다. 이 목판은 조선초기부터 16세기까지 성행되었던 성달생 서체 계열의 『묘법연화경』 가운데 시대가 가장 앞서는 목판 자료라는 점에서 가치가 높다.
또한 각 권의 말미와 판면 광곽의 변란 밖에는 『중종실록』 등과 같은 관찬사서 등에서 확인되지 않은 수백 명의 시주질․연화질 및 각수 등이 새겨져 있어 16세기 중엽 정수사의 경판 조성과 관련된 역사상, 수록된 승려 등을 통한 불교사적 사실 등 다양한 역사․문화적 실체를 살펴볼 수 있는 학술적 가치도 지니고 있다. 따라서 보물로 지정하여 원천자료를 보존할 가치가 있다고 판단된다.

## 같이 보기
- 묘법연화경

## 참고 자료
- 묘법연화경 목판 - 국가유산청 국가유산포털
- 이 문서에는 다음커뮤니케이션(현 카카오)에서 GFDL 또는 CC-SA 라이선스로 배포한 글로벌 세계대백과사전의 내용을 기초로 작성된 글이 포함되어 있습니다.